# Saison 1975 de l'ATP

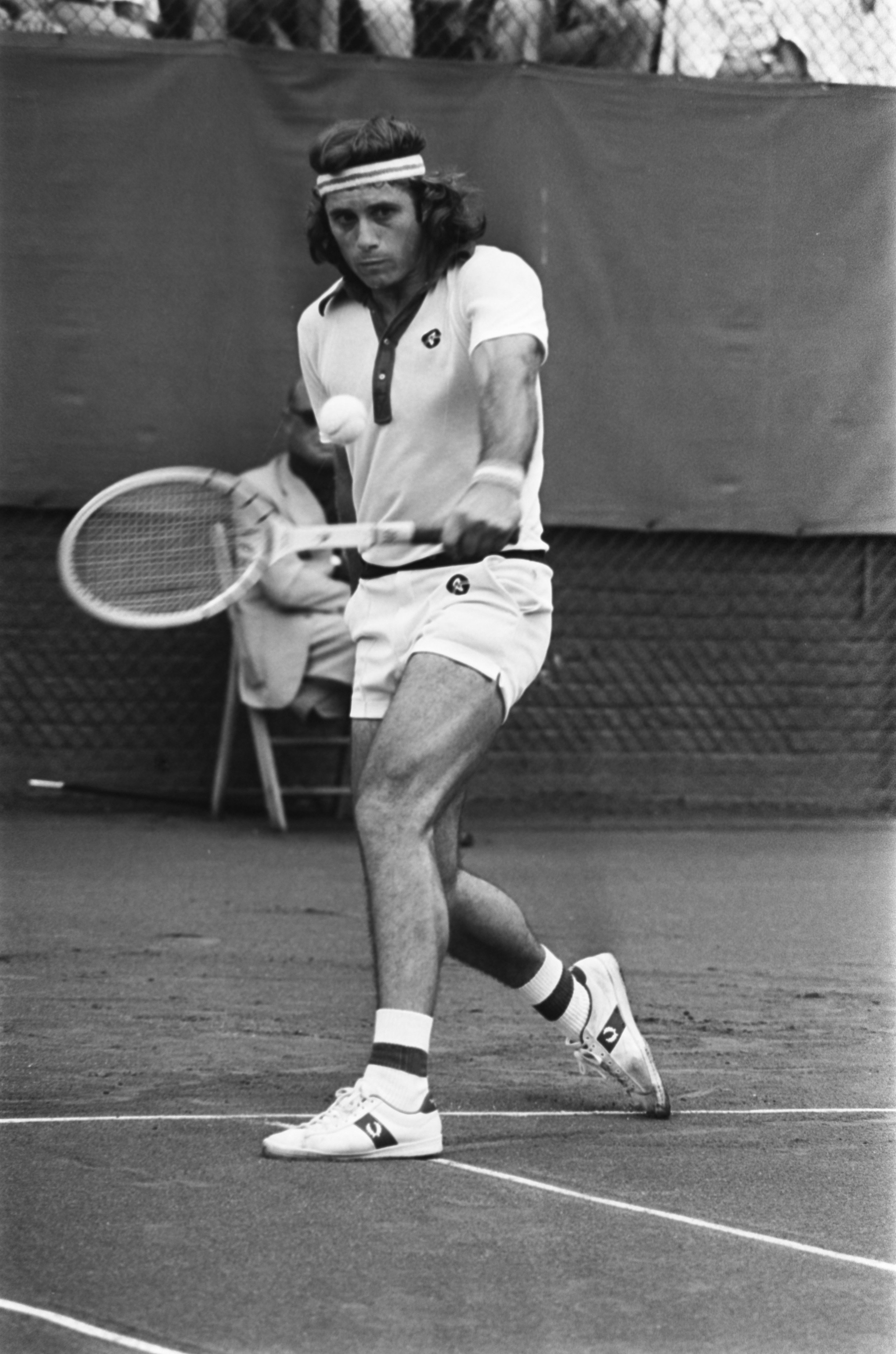
photo d'archive saison 1975 de l'ATP

Résultats des principaux tournois de tennis organisés par l'ATP en 1975. 

## Résultats
| Date  | Tournoi         | Tournoi | Dotation  | Surface      | Vainqueur      | Vainqueur | Finaliste       | Finaliste | Score              | Tableau |
| ----- | --------------- | ------- | --------- | ------------ | -------------- | --------- | --------------- | --------- | ------------------ | ------- |
| 21/12 | Australian Open |         | $ 50 000  | Herbe        | John Newcombe  |           | Jimmy Connors   |           | 7-5, 3-6, 6-4, 7-6 | Tableau |
| 04/06 | Roland-Garros   |         |           | Terre battue | Björn Borg     |           | Guillermo Vilas |           | 6-2, 6-3, 6-4      | Tableau |
| 23/06 | Wimbledon       |         |           | Herbe        | Arthur Ashe    |           | Jimmy Connors   |           | 6-1, 6-1, 5-7, 6-4 | Tableau |
| 27/08 | US Open         |         | $ 166 810 | Terre battue | Manuel Orantes |           | Jimmy Connors   |           | 6-4, 6-3, 6-3      | Tableau |
| 30/11 | Masters         |         | $ 130 000 | Dur          | Ilie Năstase   |           | Björn Borg      |           | 6-2, 6-2, 6-1      | Tableau |

## Classement final ATP 1975
| N° | Joueur           | Pays | Evolution     |
| -- | ---------------- | ---- | ------------- |
| 1  | Jimmy Connors    |      | en stagnation |
| 2  | Guillermo Vilas  |      | +3            |
| 3  | Björn Borg       |      | en stagnation |
| 4  | Arthur Ashe      |      | +3            |
| 5  | Manuel Orantes   |      | +6            |
| 6  | Ken Rosewall     |      | +3            |
| 7  | Ilie Năstase     |      | +3            |
| 8  | John Alexander   |      | +18           |
| 9  | Roscoe Tanner    |      | +5            |
| 10 | Rod Laver        |      | −6            |
| 11 | Tom Okker        |      | −5            |
| 12 | Tony Roche       |      | +15           |
| 13 | Raúl Ramírez     |      | +6            |
| 14 | Adriano Panatta  |      | +24           |
| 15 | Vitas Gerulaitis |      | +30           |
| 16 | Jaime Fillol     |      | +15           |
| 17 | Harold Solomon   |      | −1            |
| 18 | Eddie Dibbs      |      | +4            |
| 19 | Jan Kodeš        |      | −2            |
| 20 | John Newcombe    |      | −18           |